# Grazer Autorenversammlung
La Grazer Autorenversammlung (GAV) è la maggiore associazione degli scrittori austriaca.
È stata fondata nel 1973 a Graz dagli autori Friedrich Achleitner, Wolfgang Bauer, Barbara Frischmuth, Peter Handke, Ernst Jandl, Alfred Kolleritsch, Friederike Mayröcker, Reinhard Priessnitz, Peter Rosei, Gerhard Roth, Gerhard Rühm, Michael Scharang e Oswald Wiener. Oggi la sede della GAV, che si chiama attualmente Grazer Autorinnen Autorenversammlung, si trova a Vienna.